# Ferdinand Albin Pax
Pour les articles homonymes, voir Pax.
Ferdinand Albin Pax (né le 26 juillet 1858 à Dvůr Králové nad Labem en Bohême et mort le 1er mars 1942  à Wrocław) est un botaniste allemand.

## Biographie
Diplômé de l'Université de Breslau en 1886, Ferdinand Albin Pax y enseigne la botanique à partir de 1893 et devient directeur du jardin botanique de l'université (de).

## Œuvres
Ferdinand Pax a publié de nombreux travaux en taxinomie végétale et en phytogéographie. On lui doit la mise à jour de l’ouvrage de Karl Anton Eugen Prantl Prantl’s Lehrbuch der Botanik (Leipzig, 1900). Il signe aussi plusieurs parties ou volumes de Das Pflanzenreich notamment sur les Primulaceae (avec Reinhard Gustav Paul Knuth (en) en 1905), sur les Aceraceae (1902) ou sur les Euphorbiaceae (de 1910 à 1924).
Il est notamment l'auteur de :
- Allgemeine Morphologie der Pflanzen mit besonderer Berücksichtigung der Blüthenmorphologie (Stuttgart, 1890).
- Lehrer durch den Königlichen botanischen Garten der Universität Breslau (Breslau, 1895).
- Schlesiens Pflanzenwelt (Iéna, 1915).
- Pflanzengeographie von Polen (Berlin, 1918).
- Pflanzengeographie von Rumänien (Halle, 1920).
- Die Tierwelt Schlesiens (Iéna, 1921).
- Bibliographie der schlesischen Botanik (Breslau, 1929-1930).